# Principato di Benevento (età napoleonica)
Il principato di Benevento fu un piccolo Stato formalmente indipendente costituito da Napoleone I nel 1806, retto dal marchese Charles Maurice de Talleyrand-Périgord. Il suo territorio era limitato alla città e a pochi borghi, ricalcando così la precedente enclave pontificia all'interno del regno di Napoli. Aveva un perimetro di 36 miglia napoletane (pari a 66,78 km) ed una superficie di 40.000 moggi. Oltre al capoluogo comprendeva un contado suddiviso in dodici centri: Sant'Angelo a Cupolo, Motta, Panelli, Pastene, Maccabei, Bagnara, Montorso, Maccoli, Perillo, Sciarra, San Leucio, San Marco.

## L'occupazione borbonica

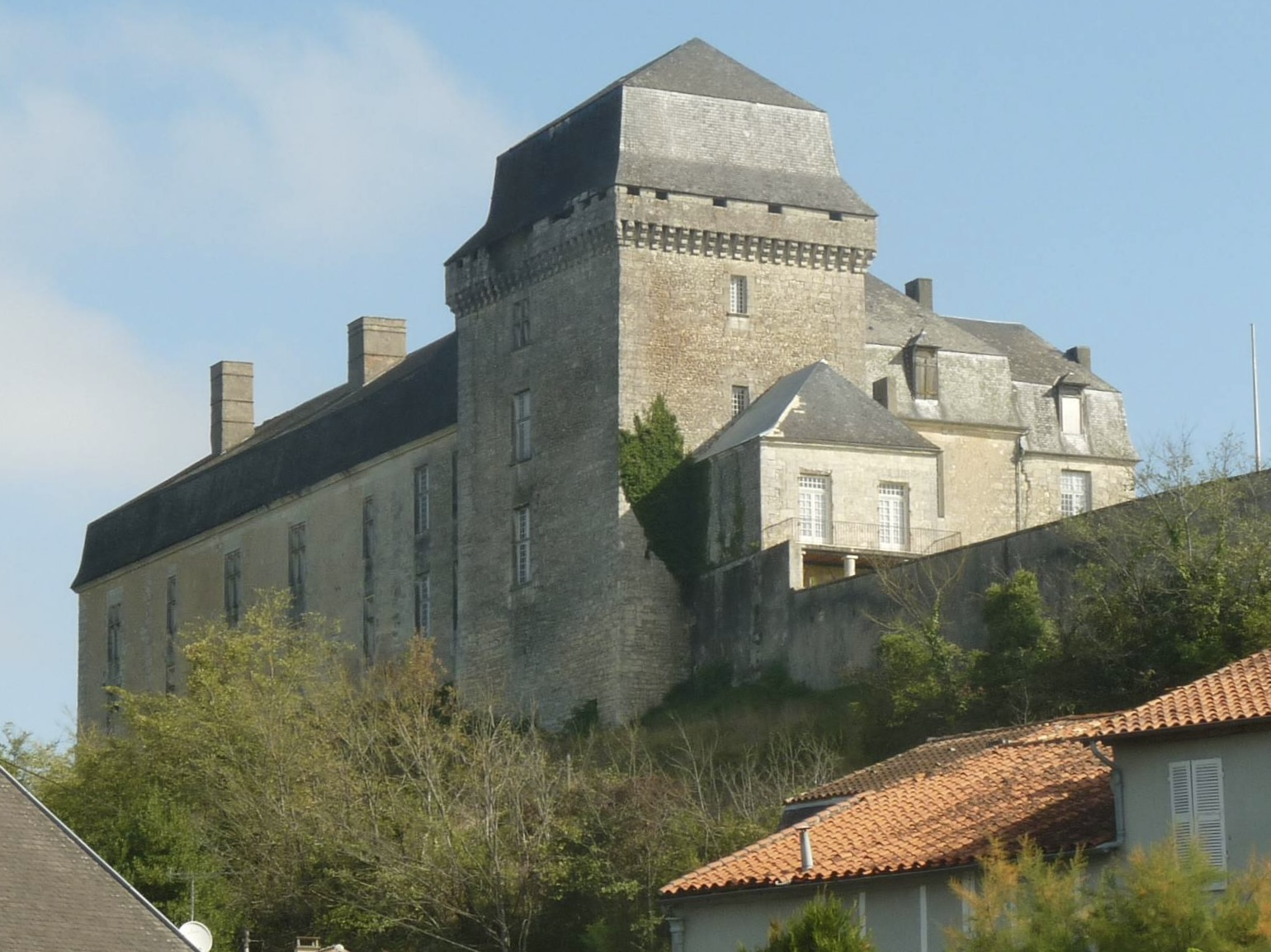
L'avito castello di Chalais
dei Talleyrand-Périgord

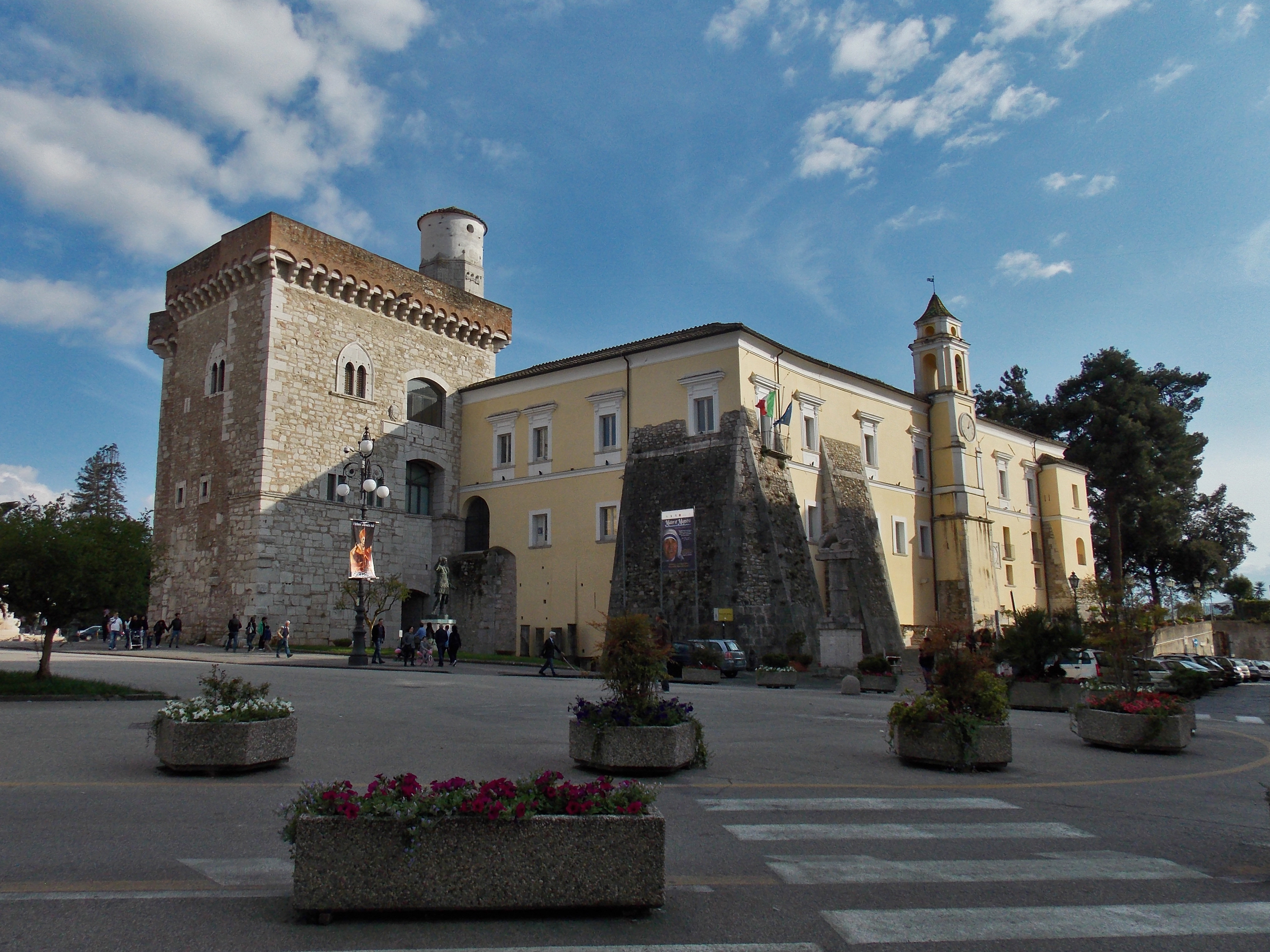
La rocca dei Rettori a Benevento

Dopo l'occupazione di Roma operata dalle truppe francesi il 10 febbraio 1798, Benevento si trovò politicamente isolata, sicché Ferdinando IV di Borbone decise di occuparla: il Direttorio era infatti incline a creare una Repubblica Romana, e il sovrano voleva evitare che si instaurasse anche qui un governo democratico sotto l'egida napoleonica, pericoloso per la stabilità del regno di Napoli.
Il re abbandonò quindi le trattative col Direttorio francese per una occupazione legalizzata, e provocò in città un'agitazione filoborbonica, facendo leva sul sentimento religioso dei beneventani, che loro sentivano minacciato dall'arrivo dei francesi. Il 16 aprile 1798, ordinò al ministro della guerra Airola di occupare la città. Il 19 aprile 1798 reparti di granatieri entrarono da porta Rufina (oggi scomparsa) ed il loro comandante Alessandro Filangieri, principe di Cutò, prese possesso di Benevento, ufficialmente con lo scopo custodire il ducato, senza mutarne il governo. Il 24 maggio Ferdinando IV, recatosi a Benevento ad ispezionare i suoi soldati, venne accolto con grande giubilo dalla popolazione, che vedeva in lui il difensore della religione oppressa dai francesi. Durante la visita della città, la elogiò più volte insieme ai suoi abitanti, e vi lasciò un presidio di circa 5.000 soldati con la loro artiglieria.
Il 24 giugno Cutò prendeva il comando del reggimento Real Campagna, che aveva sostituito i granatieri. In vista di un'operazione militare contro la Repubblica Romana, il 2 novembre il comando del reggimento si recò a Capua, lasciando a Benevento il 3º battaglione Borgogna. Il 14 novembre Ferdinando decise l'inizio delle operazioni militari ma, dopo una effimera occupazione di Roma, il 10 dicembre l'esercito napoletano ripiegò sbandato verso i confini del regno. Ferdinando IV si arrese rifugiandosi in Sicilia, mentre l'armistizio di Sparanise (11 gennaio 1799), sottoscritto dal conte Pignatelli e dal generale Championnet, concesse ai francesi le fortezze di Capua e di Benevento.

## L'occupazione francese
La sera del 13 gennaio, giunta la notizia a Benevento, il governatore pontificio Zambelli fuggì, mentre i soldati borbonici si disperdevano ed il popolo si ribellava. Ormai decaduto il governo del Papa, i beneventani abbatterono gli stemmi pontifici e nominarono governatore il marchese Giuseppe Pacca. Questi si impegnò per impedire ulteriori violenze popolari, e cercò di prevenire l'attacco francese inviando una deputazione al generale Championnet a Capua.
La notte del 13 febbraio 1799 il comune di Benevento, preoccupato dall'eventualità di una reazione, fece erigere nel piano di San Bartolomeo (oggi Piazza Orsini) un Albero della Libertà, simboleggiante le idee portate dal nuovo regime. Il giorno dopo un picchetto di granatieri francesi lo sorvegliava, allontanando la folla che aveva riempito la piazza.
L'albero, realizzato da Giovanni Cutino, era un pino spoglio dei suoi rami che aveva, fra due fasci consolari, un dipinto su legno con l'effigie di una donna, personificazione della Libertà. In cima al fusto, il berretto frigio espresso da una rosseggiante coppola di rame. L'apparato era completato da una bandiera tricolore (verde, bianca e rossa). Costò al comune 31 ducati.
L'opera ebbe vita breve: con l'arrivo dei soldati insurrezionali della Repubblica Partenopea che costrinsero le truppe francesi a sgombrare, il 27 maggio 1799 la reazione popolare esplose; l'albero venne abbattuto e distrutto ed al suo posto venne piantata una colonna romana sormontata da una croce in metallo. Nel 1999 è stata posta davanti a tale croce una lapide per ricordare gli Insorgenti caduti nello scontro delle Campizze.
Ma alle ore 23 del 14 gennaio 1799 un distaccamento di dragoni francesi, guidato dal comandante Chabrier, irruppe a Benevento occupandola, senza incontrare resistenza. I proclami annunciavano l'avvento della «Repubblica liberatrice» a infrangere le rugginose catene del dispotismo.
Il 17 gennaio un annuncio dei pubblici rappresentanti, con a capo Domenico Antonio Mutarelli, invitò i cittadini a non mancare di rispetto, dipendenza e subordinazione alla repubblica liberatrice. Sulla rocca dei Rettori, sede dei rappresentanti del Papa e futura dimora del principe Talleyrand, fu sventolato per la prima volta il tricolore. Il 19 gennaio le brigate del Brusier, giunte in città durante la notte, saccheggiarono la tesoreria del duomo e rubarono soldi ed oggetti preziosi dal Monte dei Pegni Orsini, istituito per il popolo dal vescovo Orsini. Il popolo reagì prontamente: svegliato dalle campane a storno, si mise all'inseguimento dei francesi diretti a Napoli. In località Campizze, nei pressi di Montesarchio, li raggiunsero e li affrontarono in una violenta battaglia, subendo però numerose perdite.

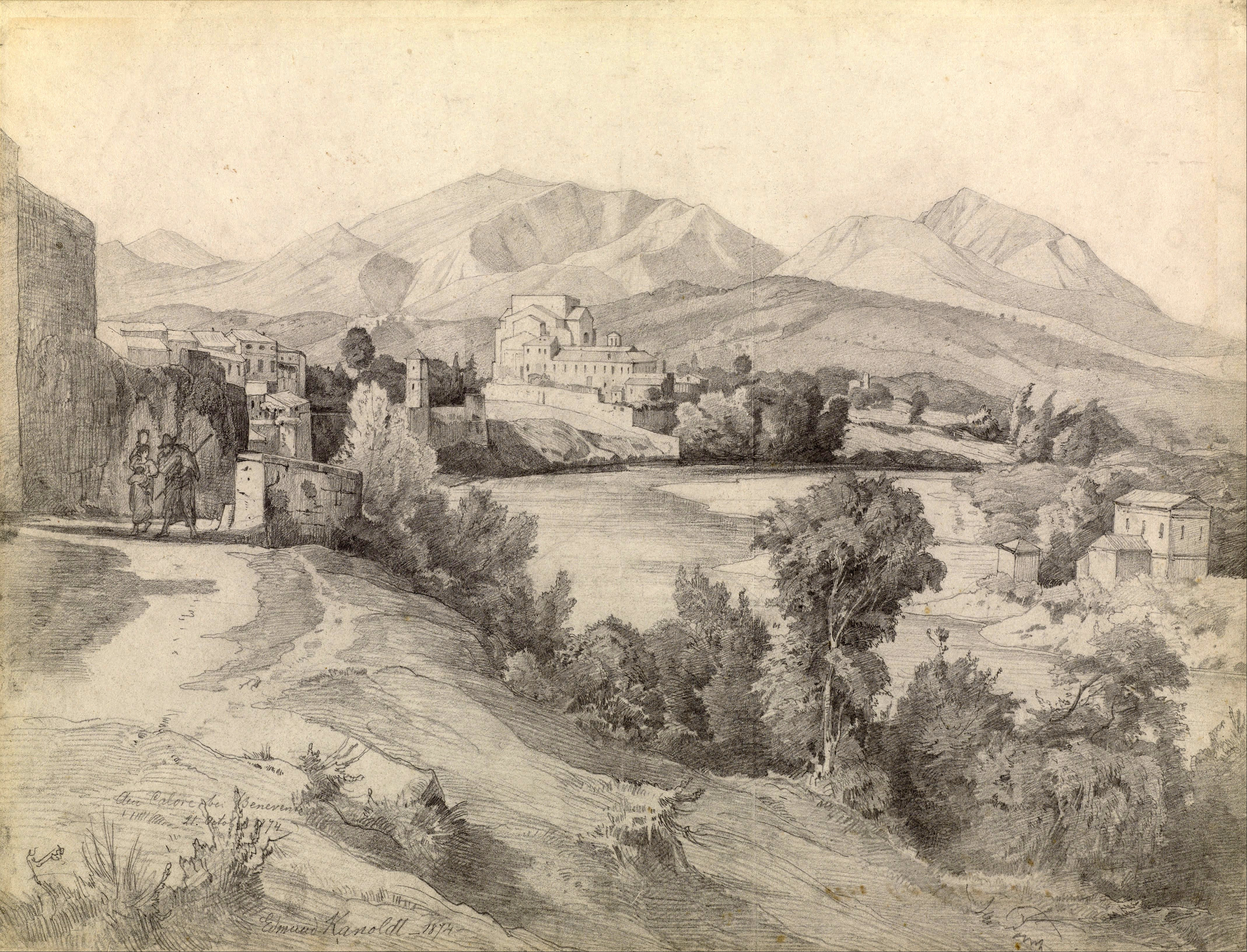
Benevento nell'Ottocento

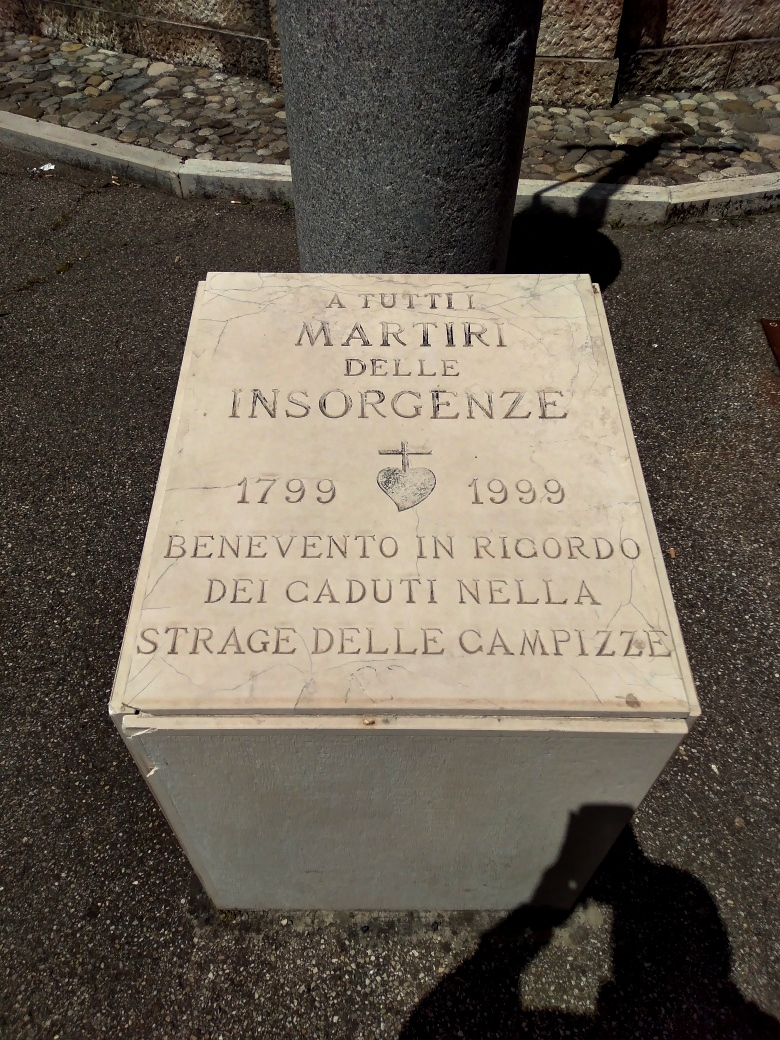
Monumento agli Insorgenti e ai Caduti della Strage delle Campizze (Piazza Orsini di Benevento). Particolare della lapide posta nel 1999.

Nel mese di febbraio giunse in città un nuovo commissario organizzatore, Andrea Valiante, che insediò la prima municipalità, presieduta dal marchese Pacca e composta da 16 membri scelti fra i nobili, gli ecclesiastici ed i benestanti. Istituì inoltre tre tribunali: di pace o di prima istanza, per le liti civili; di conciliazione, davanti al quale le parti comparivano senza patrocinatori; superiore, le cui decisioni erano inappellabili, e che in via provvisoria trattava anche cause criminali, in attesa che si costituisse il quarto tribunale, quello dei giurati, il quale però non fu mai insediato. Organizzò la truppa civica, e riordinò gli altri uffici e servizi. Fu innalzato un simbolico Albero della libertà.
Il 17 aprile Valiante fu sostituito da Carlo Popp, che proclamò solennemente l'aggregazione di Benevento alla Repubblica Francese. Ricostruì la municipalità su nuove basi, riducendo a metà i suoi componenti, e distribuendo i pubblici affari in 5 sezioni: Polizia, Sopraintendenza casali, Finanza, Opere pubbliche e Annone. Inaugurò una sala d'istruzione, modificò l'ordinamento militare, e diede vita al tribunale superiore di giustizia. Incamerò poi le rendite ecclesiastiche, soppresse i conventi, abolì i titoli di nobiltà, ordinando che tutti si dovessero chiamare cittadini; mutò il nome ai giorni e ai mesi come in Francia, ordinò la confisca di tutti gli oggetti preziosi che erano sfuggiti al primo saccheggio, e procedette ad arresti, seminando il terrore nella città.
Il 24 maggio arrivarono in città 2.000 soldati della neocostituita Repubblica Partenopea, al comando del generale Matera. Intanto il popolo si preparava ad un'insurrezione, che avvenne la mattina del 27 maggio. La rivolta ebbe successo: abolita la municipalità, la coccarda repubblicana venne sostituita quella regia fregiata dalla croce, l'Albero della Libertà fu distrutto, e si formò una truppa civica reale. Fu inviato un messaggio al Micheroux perché la città fosse presidiata, ripetuto il giorno dopo dal Pacca. Il 3 giugno entrava a Benevento una schiera di sanfedisti del cardinale Ruffo, il quale, scortato dai Consoli che si erano recati a riceverlo, si insediò nella Rocca dei Rettori.

## Il ritorno allo Stato della Chiesa
A settembre fu inviato in città il regio visitatore Ludovico Ludovici, francescano e vescovo di Policastro. Il 12 ottobre egli emise dal castello una sentenza di condanna all'esilio ed al sequestro dei beni per circa ottanta beneventani. Ristabilite le ordinarie magistrature, il Ludovici ordinò una severa inchiesta sulle spese fatte dalla città «sotto il titolo di doni e regali» tra aprile 1798 e giugno 1799. La lunga e minuziosa indagine si chiuse il 7 marzo 1801 con le dimissioni del Pacca e l'elezione di un nuovo governatore, G.B. Pedicini. Il 9 aprile 1802 Benevento tornò ufficialmente possesso della Santa Sede. Nel 1803 la città fu colpita una terribile epidemia, in cui morirono 1 500 persone in meno di due mesi.
Intanto, alla morte di Pio VI gli era succeduto Pio VII, che subito affrontò il problema più grave: quello dei rapporti della Santa Sede con la Francia. Nella notte fra il 15 e 16 luglio del 1801 fu firmato un concordato che, ottenne l'obiettivo di porre fine agli scontri religiosi in Francia, al prezzo però di ampie concessioni a Napoleone I, che si era incoronato in presenza del Pontefice. I buoni rapporti fra Papa e imperatore, ad ogni modo, non durarono a lungo. Napoleone infatti non abbandonò i progetti di sottomettere la Chiesa, e promulgò nel 1802, su consiglio di Charles Maurice de Talleyrand-Périgord gli articoli organici con cui procedeva all'occupazione dei territori pontifici. Nel febbraio 1806 il regno di Napoli fu assegnato a Giuseppe Bonaparte e furono creati i principati di Benevento e Pontecorvo.

## Le prime fasi del principato

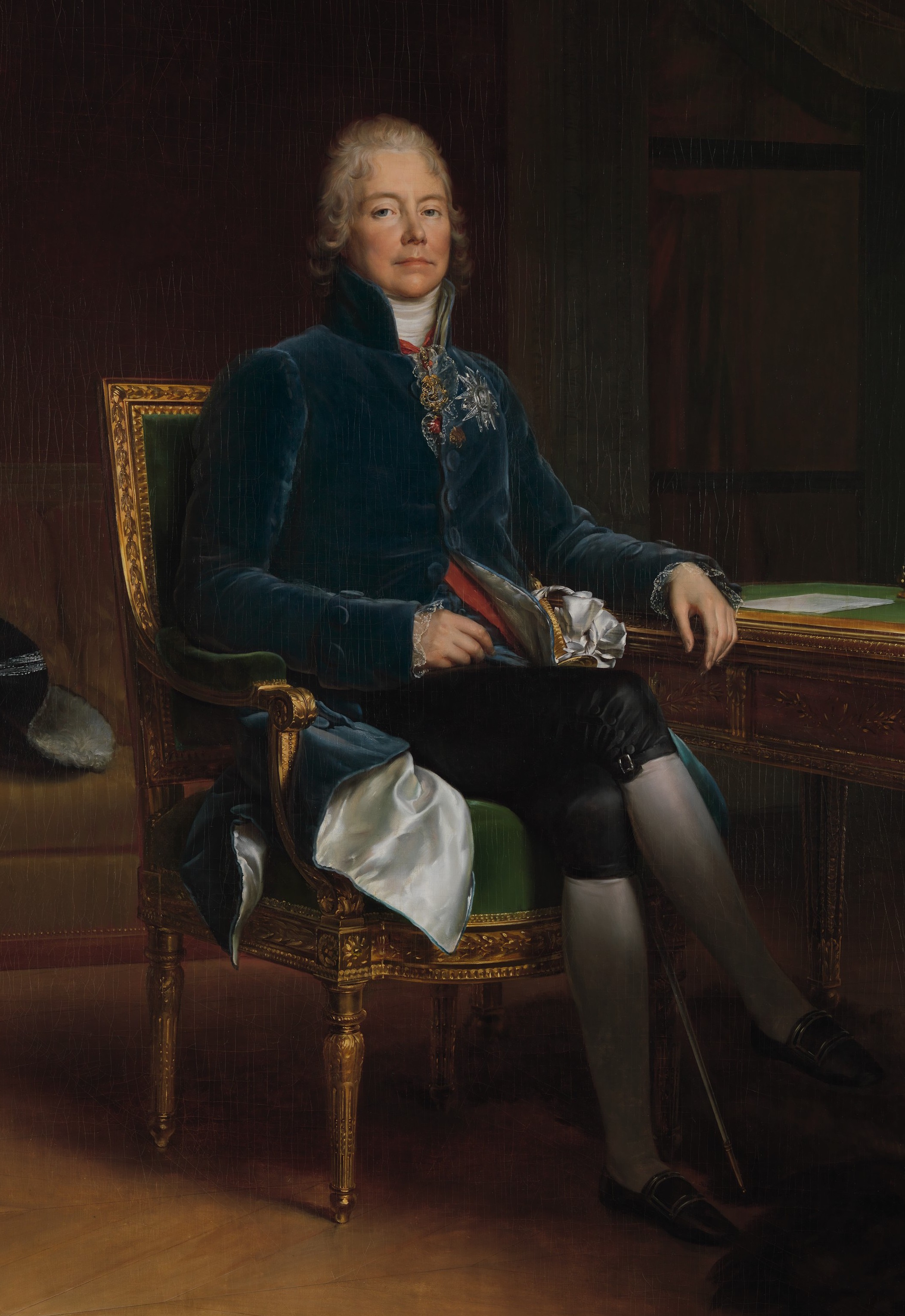
Il Principe Charles-Maurice de Talleyrand-Périgord

Alle ore 21 del 15 febbraio una divisione francese, guidata dal generale Guillaume Philibert Duhesme, entrò a Benevento. Il 5 giugno Napoleone con decreto nominava il Principe Charles Maurice de Talleyrand-Périgord principe e duca della città; il titolo sarebbe stato trasmesso ereditariamente ai suoi figli maschi legittimi e naturali, per ordine di primogenitura. Il 16 giugno la città fu militarmente occupata dal generale francese Louis-Francoise Lanchatin con 150 soldati di cavalleria. Entrato nel castello, egli ordinò l'abbattimento degli stemmi pontifici, mentre il giorno dopo un proclama annunziava che egli prendeva possesso dello Staterello, gran feudo dell'Impero, per ordine ed in nome dell'imperatore. Il 26 luglio giunse, nominato dal Talleyrand, il primo governatore, Alessandro Dufrense de Saint-Leon, che prendeva il posto del governatore pontificio Zambelli.
Il 28 giugno l'arcivescovo Domenico Spinucci per primo, poi il clero, i consoli, le magistrature e le altre autorità prestarono giuramento di rito. Un vessillo dei colori del Talleyrand, blu e arancione, apparve alle finestre del castello, pavesato con l'aquila imperiale protesa verso la sua ascesa vittoriosa.
Nel luglio 1806 venne organizzata una milizia suddivisa in una fanteria, sotto la direzione del marchese Pedicini e con comandante Gaspare De Rosa, e una cavalleria sotto le direttive del marchese Pacca e con comandante il marchese Nicola De Simone.
Al capo della truppa civica con il Vailante vi erano G. Pellegrini e G. Terragnoli.
Il 27 luglio il Dufrense promulgò uno statuto costituzionale, firmato dal Talleyrand, che provvedeva a stabilire i principi fondamentali per una riorganizzazione dello Stato. Il 15 agosto Benevento ebbe il suo primo governatore francese, l'alsaziano Louis de Beer, già segretario d'ambasciata a Napoli.

## Il governo di De Beer

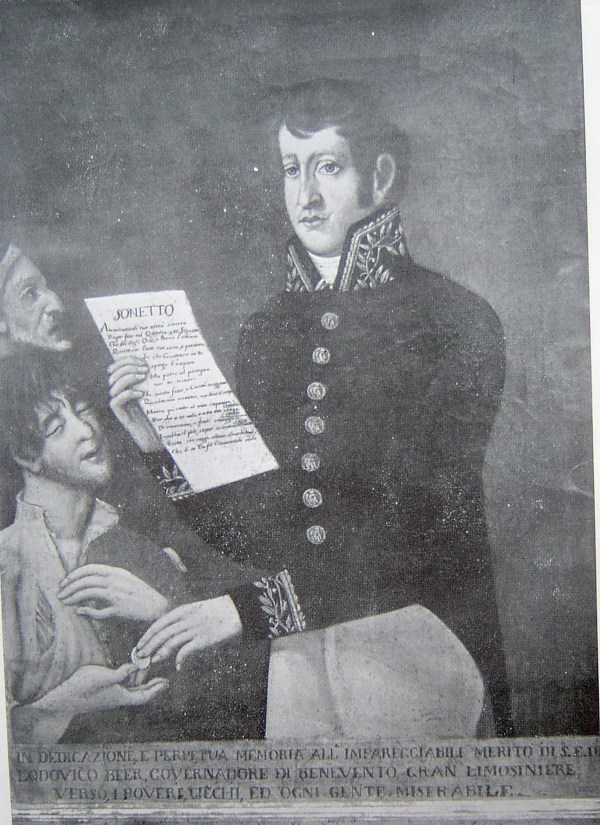
Louis de Beer

De Beer tentò, con alterne fortune, di rinnovare la vita del principato. Applicò subito il codice napoleonico, con alcune modifiche consigliate da ragioni di adattamento e di opportunità. Dopo diversi secoli, per prima volta nell'ambiente beneventano arrivò un soffio di vita nuova. Il governo si ispirò a giustizia ed ebbe principalmente come obiettivo l'elevazione delle condizioni del popolo. Abolì tutti i privilegi ecclesiastici, i dazi, tranne quello sul vino, che colpiva un vizio: ne devolvé quindi l'entrata al mantenimento di scuole.
Fu lui ad aprire le prime scuole elementari pubbliche. Esse furono istituite, oltre che nel centro (due maschili e una femminile) anche nelle periferie, a San Leucio, Sant'Angelo a Cupolo, Perrillo, Pastene, Bagnara e Montorsi.
Riordinò l'archivio notarile, creandon uno pubblico che assicurasse l'inviolabilità degli atti. In città, le professioni di avvocato, di notaio, di procuratore, venivano esercitate da chiunque volesse, senza nessun ordine e senza offrire le necessarie garanzie. Il De Beer, con una lettera del 18 ottobre 1806, propose di ridurre il numero di notai da 39 a otto o dieci, da lui stesso direttamente abilitati all'esercizio, con il rilascio di un brevetto. Un decreto, invece, relativo agli avvocati, venne emanato il 17 aprile 1807. Fu poi organizzata una compagnia di gendarmeria, avente giurisdizione sull'intero territorio, e furono nominati amministratori nella direzione degli ospedali. Con un decreto del 21 aprile 1807, inoltre, introdusse la vaccinazione antivaiolosa nel principato. Istituì nel novembre del 1810, nel soppresso collegio dei Gesuiti, il liceo Pietro Giannone. Venne pure aperta una pubblica biblioteca con sede nell'ex convento dei Gesuiti. Fu introdotto in città anche il sistema dei pesi e misure già in vigore in Francia.
L'effettiva portata di queste riforme fu tuttavia nel complesso modesta. Il governo francese continuò ad avvalersi di figure del vecchio regime come il marchese Giuseppe Pacca (fratello del cardinale Bartolomeo) e in generale i mutamenti introdotti furono rapidamente annullati con il ritorno pontificio, sancito dall'ingresso in città del delegato apostolico Luigi Bottiglia Savoulx.

## L'estinzione del principato
Sul finire del 1808, alcuni membri del Consiglio Provinciale di Principato Ultra, tra i quali il duca di Marigliano, presentarono in consiglio la richiesta di annessione di Benevento al regno di Napoli, senza però riuscirvi.
Ma, mutata la politica del nuovo re di Napoli, Gioacchino Murat, verso Napoleone, e conclusa l'alleanza offensiva e difensiva con l'Austria (11 gennaio 1814), alla fine di gennaio le truppe napoletane occuparono Benevento, fra le proteste del Talleyrand e del governatore.
Il castello ospitò i funzionari del Murat (il comandante militare Cattenacci, il commissario del re De Thomasis, il colonnello De Halle, il maresciallo di campo Minutolo ed infine il generale Ortigoni) sino al 21 maggio del 1815. Con l'occupazione di Benevento da parte del Murat fu allontanato il governatore Louis de Beer (febbraio 1814), e con il Congresso di Vienna si estinse il principato, restituito allo Stato Pontificio. Talleyrand conservò tuttavia a titolo vitalizio parte delle rendite di questo suo antico possedimento.